# Doma (Simbabwe)
Koordinaten: 16° 45′ S, 30° 15′ O
Doma ist ein etwa 1170 m hoch gelegener Ort mit etwa 2.000 Einwohnern (2006) nördlich von Mhangura in der Provinz Mashonaland West in Simbabwe.
Doma liegt am westlichen Rand eines intensiv genutzten Agrargebietes. Normalerweise wird es als "Mhangura/Doma farming area" zusammengefasst. Angebaut werden Tabak, Mais, Weizen. Es gibt mehrere Dämme am Hunyani und seinen Zuflüssen, die Bewässerungswirtschaft ermöglichen.
Doma hat eine Flugpiste und eine Grundschule.